# Kod znak-moduł
Kod znak-moduł to sposób zapisu liczb całkowitych oznaczany jako ZM (bądź SM – ang. sign-magnitude). Wszystkie bity poza najstarszym mają takie samo znaczenie jak w naturalnym kodzie binarnym. Wyróżniony bit w tym zapisie jest bitem znaku. Jeżeli ma on wartość 0, to dana liczba jest nieujemna, jeżeli 1, to liczba jest niedodatnia. W związku z tym występują dwie reprezentacje zera: +0 (00000000ZM) i −0 (10000000ZM). Jednocześnie wpływa to na zakres liczb, jaki można przedstawić używając kodowania ZM na n bitach:
{\displaystyle [-(2^{n-1}-1)\quad ,\quad 2^{n-1}-1]}
Dla 8 bitów (bajta) są to liczby od −127 do 127.
Liczby zapisane w kodzie ZM na 4 bitach:
| znak-moduł | dziesiętnie |
| ---------- | ----------- |
| 0000       | 0           |
| 0001       | 1           |
| 0010       | 2           |
| 0011       | 3           |
| 0100       | 4           |
| 0101       | 5           |
| 0110       | 6           |
| 0111       | 7           |
| 1000       | −0          |
| 1001       | −1          |
| 1010       | −2          |
| 1011       | −3          |
| 1100       | −4          |
| 1101       | −5          |
| 1110       | −6          |
| 1111       | −7          |